# Argentinita Vélez
Argentinita Vélez, cuyo nombre de nacimiento era Estela Luisa Lorenzi,  fue una bailarina y actriz argentina que nació en la ciudad de La Plata, provincia de Buenos Aires, Argentina y falleció en su país, el 13 de junio de 2010 luego de una extensa trayectoria artística.

## Carrera
Nació en un pueblo llamado Villa Huidobro. Argentinita llegó a ser primera bailarina de la compañía de baile español que encabezaba Miguel de Molina y a mediados de la década del 1950, se convirtió en gran figura de la revista porteña, lo que “fue la culminación de un camino artístico que atravesó sucesivas etapas en el burlesque, el varieté y el music hall ...viajando desde la suave picardía y el humor ingenuo de los primeros tiempos hasta la audacia de los escenarios revisteriles, en los que sacaba provecho de su físico escultural”. 
Cumplió una extensa carrera en clubes nocturnos y hoteles de varias ciudades de América y Europa, incluyendo al legendario Tropicana Club, de La Habana. 
Se recuerda también su participación en 1962 en el espectáculo BIM BAM BUM en el teatro Ópera de Santiago de Chile. Además trabajó en televisión participando en 1960 en el Tropicana Club
Dirigió su propio cuerpo de baile español denominado Vélez Ballet, con el que participaba en la producción musical Romerías. En 1978 Vélez lucía "un rostro bonito, un cuerpo atractivo, cierta simpatía" en un espectáculo de café concert en el que recordaba aquel tiempo de apogeo y recorría toda su trayectoria.
Actuó en seis películas, incluyendo 5° Año Nacional de Rodolfo Blasco, donde interpretó a una mujer fatal, Buenas noches, Buenos Aires, en la que compartió con Hugo del Carril una versión del tango Ahora te llaman Lulú, y Funes, un gran amor a las órdenes de Raúl de la Torre, su último trabajo.
Falleció en Argentina el 13 de junio de 2010 y sus restos fueron sepultados en el panteón de la Asociación Argentina de Actores en el cementerio de la Chacarita.

## Filmografía
- Funes, un gran amor (1993) dir. Raúl de la Torre
- Buenas noches, Buenos Aires (1964) dir. Hugo del Carril
- Las modelos (1963) dir. Vlasta Lah
- Quinto año nacional (1961) dir. Rodolfo Blasco,
- Reportaje en el infierno (1959) dir. Román Viñoly Barreto
- Ésta es mi vida dir. Román Viñoly Barreto (1952)